# Malfargats de Pallars
Els Malfargats de Pallars és una colla castellera del Pallars fundada l'any 2017. El 2023 van obtenir la camisa groga a Guissona després de descarregar tres castells de sis i un pilar de 4 durant la celebració del 16è aniversari dels Margeners de Guissona, la colla padrina dels Malfargats.